# Filipe Gonçalves
Filipe Miguel Maganinho dos Santos Gonçalves (Espinho, 12 agosto 1984) è un allenatore di calcio ed ex calciatore portoghese, di ruolo centrocampista.

## Carriera

### Club
Ha giocato nella massima serie dei campionati portoghese e polacco.

### Nazionale
Ha giocato nella nazionale portoghese Under-20.